# Almoharín
Almoharín és un municipi de la província de Càceres, a la comunitat autònoma d'Extremadura.